# Pavetta lutambensis
Pavetta lutambensis är en måreväxtart som beskrevs av Gottfried Wilhelm Johannes Mildbraed och Cornelis Eliza Bertus Bremekamp. Pavetta lutambensis ingår i släktet Pavetta och familjen måreväxter. Inga underarter finns listade i Catalogue of Life.